# کاچی پنیر

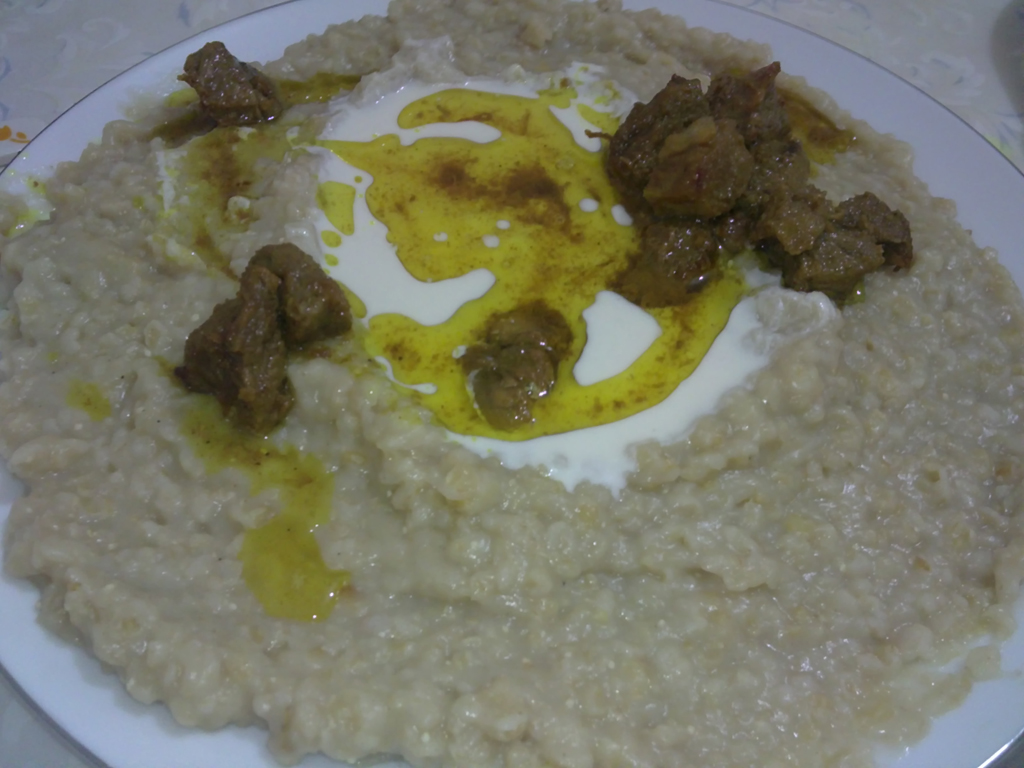
کاچی زواره ای شامل آرد، کشک، گوشت و روغن حیوانی.

کاچی پنیر  یک نوع کاچی است که با پنیر درست می‌شود می‌توان آن را در صبحانه  به همراه نان میل کرد.
کاچی پنیر  را با آرد، شکر، پنیر، کره، روغن و زعفران درست می‌کنند. در گذشته با روغن حیوانی فراوان تهیه می‌شد. کاچی را با آرد برنج نیز درست می‌کنند.